# Saison 2013 des Reds de Cincinnati
La saison 2013 des Reds de Cincinnati est la 132e saison en Ligue majeure de baseball et la 124e en Ligue nationale pour cette franchise.
Malgré une 2e participation de suite, et une 3e en 4 saisons, aux séries éliminatoires, la saison des Reds est considérée décevante. Avec 7 victoires de moins qu'en 2012, Cincinnati termine au 3e rang de la division Centrale de la Ligue nationale et doit se contenter d'une qualification à titre de meilleur deuxième avec un dossier de 90 gains et 72 défaites. Ils perdent leurs 5 derniers matchs de la saison régulière, incluant les 3 derniers à domicile contre les Pirates de Pittsburgh, à qui ils concèdent l'avantage du terrain pour le premier tour éliminatoire. À Pittsburgh, les Reds subissent l'élimination en perdant le match de meilleur deuxième 6-2 contre leurs rivaux de section. Après cette défaite, le gérant Dusty Baker est congédié. La saison régulière est cependant marquée par de belles performances individuelles de Joey Votto, Shin-Soo Choo et Jay Bruce, tous candidats au titre de meilleur joueur de la ligue.

## Contexte
Avec 97 victoires et 65 défaites, les Reds remportent en Saison 2012 des Reds de Cincinnati le championnat de la division Centrale de la Ligue nationale. Ils remportent 18 matchs de plus que la saison précédente et réalisent leur meilleure performance depuis 1974. Cincinnati présente la deuxième meilleure fiche victoires-défaites du baseball majeur en saison régulière avec une victoire de moins que Washington. En séries éliminatoires, ils gagnent les deux premiers matchs de leur Série de divisions mais perdent les trois suivants pour être éliminés par les Giants de San Francisco.

## Intersaison

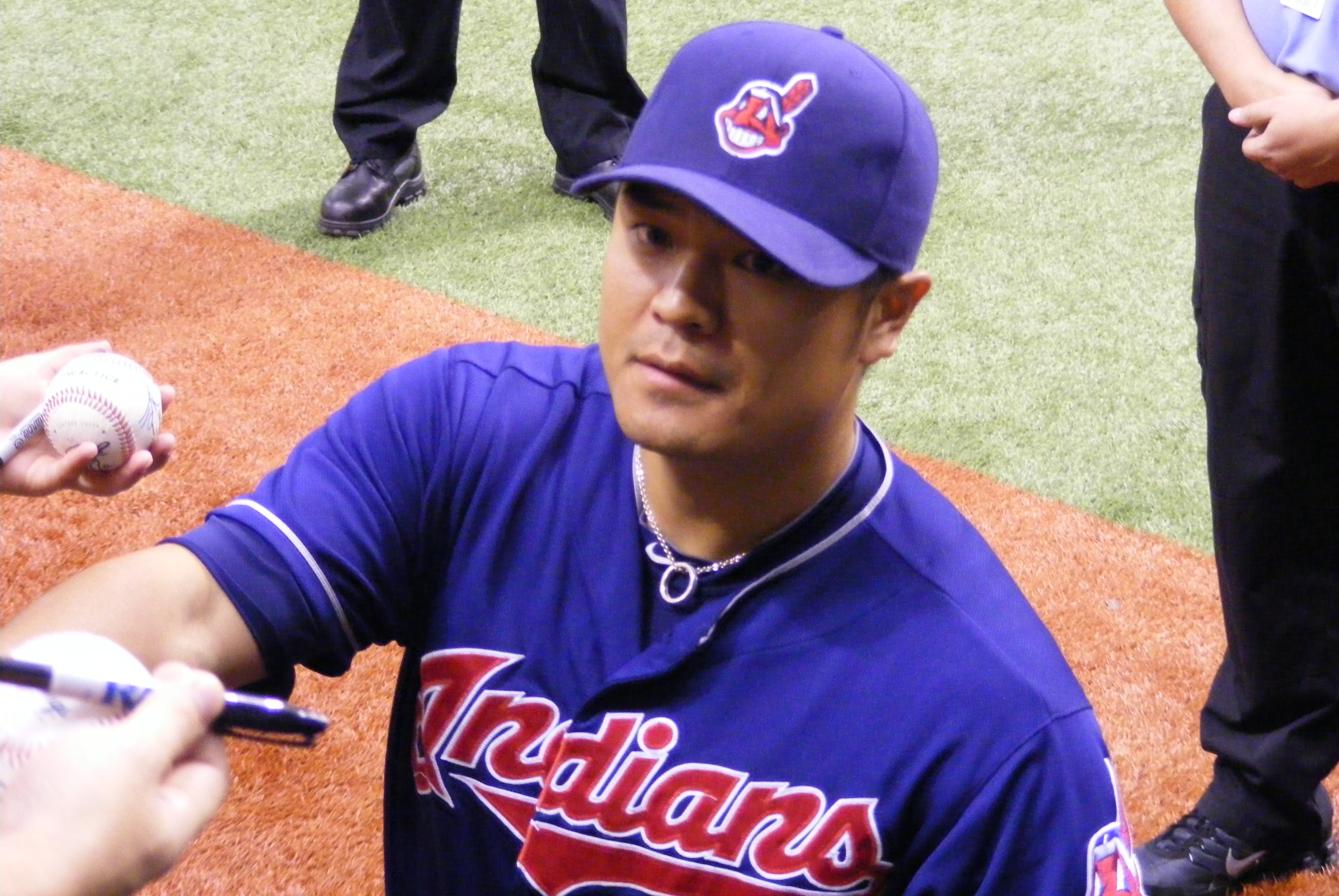
Shin-Soo Choo est acquis de Cleveland par les Reds.

Le 11 décembre 2012, les Reds échangent le voltigeur Drew Stubbs et le jeune arrêt-court Didi Gregorius aux Indians de Cleveland pour obtenir le voltigeur Shin-Soo Choo et le joueur de champ intérieur Jason Donald.

## Calendrier pré-saison
L'entraînement de printemps des Indians se déroule du 22 février au 30 mars 2013.

## Saison régulière
La saison régulière des Indians se déroule du 1er avril au 29 septembre 2013 et prévoit 162 parties. Le premier match est disputé à Cincinnati contre les Angels de Los Angeles.

### Classement
| Ligue nationale (Division Centrale) | V  | D  | %    | Diff. | Diff. (séries) |
| ----------------------------------- | -- | -- | ---- | ----- | -------------- |
| Cardinals de Saint-Louis            | 97 | 65 | ,599 | -     | -              |
| Pirates de Pittsburgh               | 94 | 68 | ,580 | 3     | +4             |
| Reds de Cincinnati                  | 90 | 72 | ,556 | 7     | -              |
| Brewers de Milwaukee                | 74 | 88 | ,457 | 23    | 16             |
| Cubs de Chicago                     | 66 | 96 | ,407 | 31    | 24             |

## Affiliations en ligues mineures
| AAA               | Louisville Bats        | Ligue internationale     |  | AA | Carolina Mudcats | Southern League |
| A-Advanced        | Bakersfield Blaze      | California League        |  |    |                  |                 |
| A                 | Dayton Dragons         | Midwest League           |  |    |                  |                 |
| Ligue des recrues | Billings Mustangs      | Pioneer Baseball League  |  |    |                  |                 |
| Ligue des recrues | Arizona League Reds    | Arizona League           |  |    |                  |                 |
| Ligue des recrues | DSL Reds               | Dominican Summer League  |  |    |                  |                 |
| Ligue des recrues | Venezuelan Summer Reds | Venezuelan Summer League |  |    |                  |                 |